# Изгубљено писмо
„Изгубљено писмо“ је југословенски филм из 1968. године. Режирао га је Јован Коњовић, а сценарио су писали Јон Лука Карађале и Јован Коњовић.

## Улоге
| Глумац                     | Улога |
| -------------------------- | ----- |
| Северин Бијелић            |       |
| Милутин Бутковић           |       |
| Дара Чаленић               |       |
| Стојан Дечермић            |       |
| Бранислав Цига Миленковић  |       |
| Павле Минчић               |       |
| Михајло Бата Паскаљевић    |       |
| Никола Симић               |       |
| Виктор Старчић             |       |
| Властимир Ђуза Стојиљковић |       |